# Пам'ятник Махтумкулі (Київ)
Пам'ятник Махтумкулі в Києві — пам'ятник туркменському поету, філософу, засновнику туркменської мови та літератури Махтумкулі (Фрагі); розташований у сквері на перетині вулиць Прорізної та Євгена Чикаленка неподалік від Посольства Туркменістану в Україні.
Пам'ятник встановлений за сприяння Посольства Туркменістану в Україні. Автори — скульптор С. Артикмамедов, архітектор В. Скульський; виготовлений туркменськими майстрами. Відкриття відбулось 14 травня 2001 року, в урочистій церемонії брали участь президенти Туркменістану та України — Сапармурат Ніязов і Леонід Кучма.

## Опис
Пам'ятник розташований у центрі скверу на спеціально облаштованому майданчику. Являє собою бронзове погруддя поета, яке встановлене на сірому гранітному постаменті. В скульптурі відтворені риси зовнішності Махтумкулі у зрілому віці; на голові — чалма, на плечі накинуто плащ. Правою рукою поет тримає довге перо, лівою — притискає до грудей книжку. Постамент у фасадній частині має форму напівкруглої колони, з тильного боку — грубо обробленого каменя. На передньому боці постаменту викарбувано ім'я та дати життя письменника українською і туркменською мовами. Внизу на плиті напис двома мовами:
|  | Тут братство є звичай і дружба — закон для славних родів і могутніх племен |

Висота скульптури становить 1,14 м, висота постаменту — 1,97 м.

## Пам'ятники Махтумкулі в інших містах

Мавзолей Махтумкулі, Іран